# モンテリAOC
モンテリ （Monthélie）は、ブルゴーニュワインの1つ。
モンテリ村はコート・ド・ボーヌ地区に属し、北東にヴォルネ村、南西にオーセイ＝デュレス村、南にムルソー村が接している。
村単独のAOCを持っているが、ぶどう畑は130haと少なく、最高が1級のため、あまりよく知られていない。
赤が91％、白が9％と赤の方が圧倒的に多い。赤ワインは村名ワインのなかでは、やや軽めであるが、バランスは良く、優しい乙女のような味わいのするワインといわれている。ヴィンテージによっては、新しいひのき材のようなアロマを感じることがある。